# Aceclofenac
Aceclofenac là một thuốc chống viêm non-steroid, được sản xuất bởi UCB Pharma, dưới tên thươngmại là Preservex®. Thuốc được bán cần đơn tại Anh quốc.
Aceclofenac thuộc về nhóm thuốc NSAID, với đặc tính kháng viêm và giảm đau. Nó là một chất ức chế cytokine. Aceclofenac hoạt động bằng cách ngăn chặn các hành động của một chất trong cơ thể gọi là cyclo-oxygenase. Cyclo-oxygenase tham gia vào việc sản xuất prostaglandin (chất hóa học trong cơ thể) gây đau, sưng và viêm. Aceclofenac là acid ester glycolic của diclofenac.

## Áp dụng điều trị
Chế phẩm: Dạng viên nén bao phim 100 mg
Chỉ Định: Điều trị các triệu chứng đau nhức & viêm trong viêm khớp, thấp khớp & cứng cột sống.
Liều dùng: Uống sau bữa ăn. Người lớn: liều tối đa 1 viên x 2 lần/ngày.